# Nadine Shahin
Nadine Ayman Mohamed Shahin (arabisch نادين شاهين; * 14. Juni 1997 in Kairo) ist eine ägyptische Squashspielerin.

## Karriere
Nadine Shahin begann ihre professionelle Karriere im Jahr 2012 und gewann bislang neun Turniere auf der PSA World Tour. Ihre beste Platzierung in der Weltrangliste erreichte sie mit Rang 14 im September 2021. Bei der Weltmeisterschaft 2015 gelang ihr erstmals die Qualifikation für das Hauptfeld, in dem sie sogleich ins Achtelfinale einzog.

## Erfolge
- Gewonnene PSA-Titel: 9